# Seven Sisters (metropolitana di Londra)
Seven Sisters è una stazione della linea Victoria della metropolitana di Londra.

## Storia

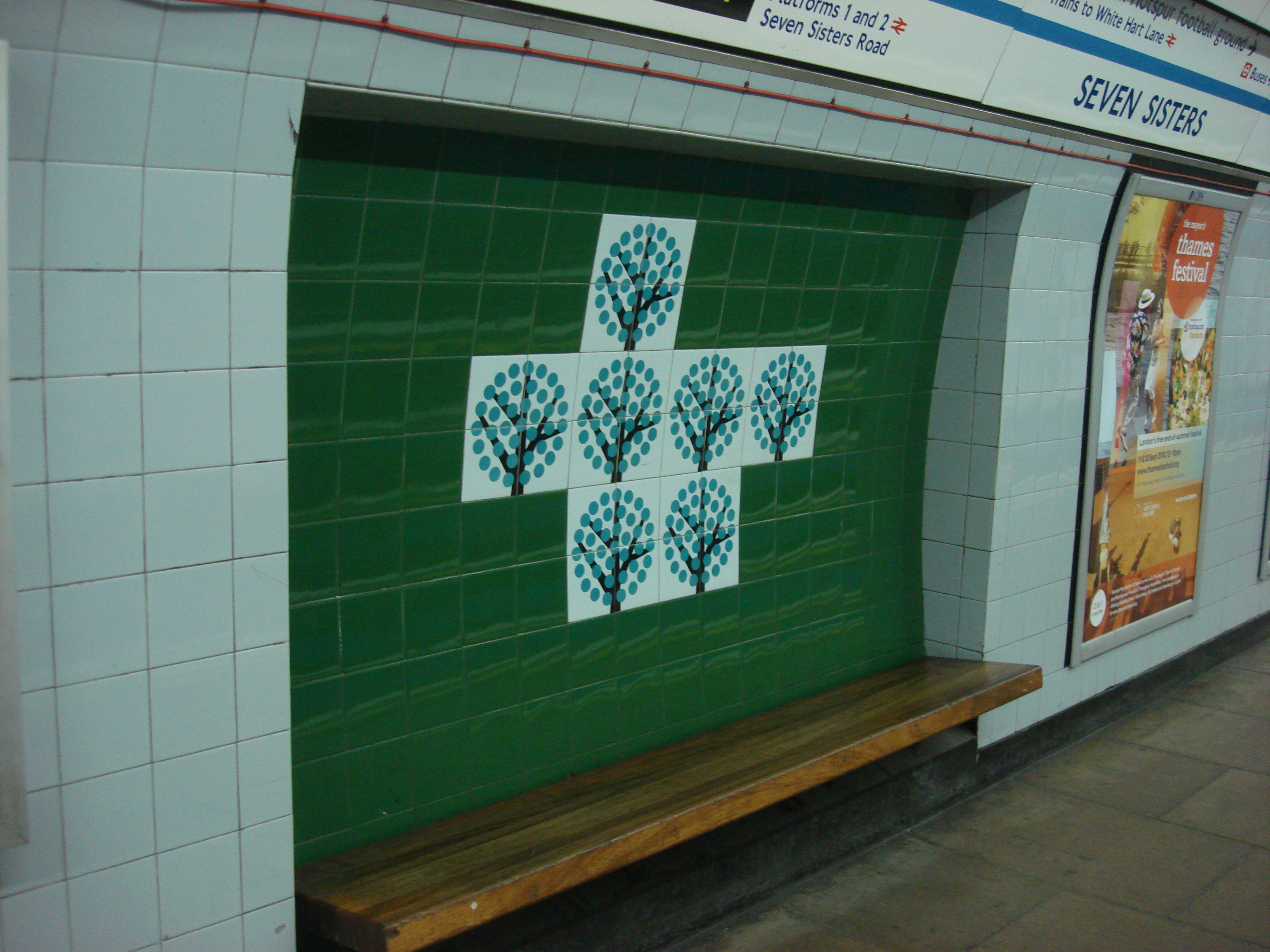
Piastrelle decorative di Hans Unger sui binari della stazione

La stazione di Seven Sisters è stata aperta il 1º settembre del 1968, mentre una nuova entrata e servizi di interscambio con la stazione di superficie sono stati completati a dicembre dello stesso anno. L'ingresso originale della stazione della GER si trovava sul lato nord lungo West Green Road, mentre la nuova entrata comune è situata sul lato sud, lungo Seven Sisters Road e si collega all'estremità occidentale delle piattaforme della linea Victoria. L'ingresso del 1872 è stato chiuso nello stesso periodo.

## Strutture e impianti
Ci sono tre binari a Seven Sisters, dei quali uno è riservata per treni che terminano la corsa nella stazione e ritornano al deposito oppure invertono la marcia per tornare verso il centro di Londra.
La sezione della linea Victoria tra Seven Sisters e Finsbury Park è la più lunga tra due stazioni adiacenti in tunnel di profondità dell'intera rete della metropolitana. Durante la progettazione della Victoria line era stata presa in considerazione l'idea di trasferire la stazione di Manor House della linea Piccadilly alla linea Victoria e di costruzire nuove gallerie per la linea Piccadilly tra Finsbury Park e Turnpike Lane. Gli inconvenienti che avrebbe causato la ricostruzione, così come l'elevato costo, spinsero ad abbandonare il progetto.

## Interscambi
La fermata costituisce un importante interscambio con la stazione ferroviaria omonima.
È permesso, inoltre, l'interscambio con la stazione di South Tottenham della London Overground sulla ferrovia Gospel Oak-Barking. La distanza fra le due stazioni è di circa 400 metri a piedi.
Nelle vicinanze della stazione effettuano fermata numerose linee urbane automobilistiche, gestite da London Buses.
- Stazione ferroviaria (Seven Sisters, London Overground e linee nazionali)
- Stazione ferroviaria (South Tottenham, London Overground)
- Fermata autobus

## Galleria d'immagini

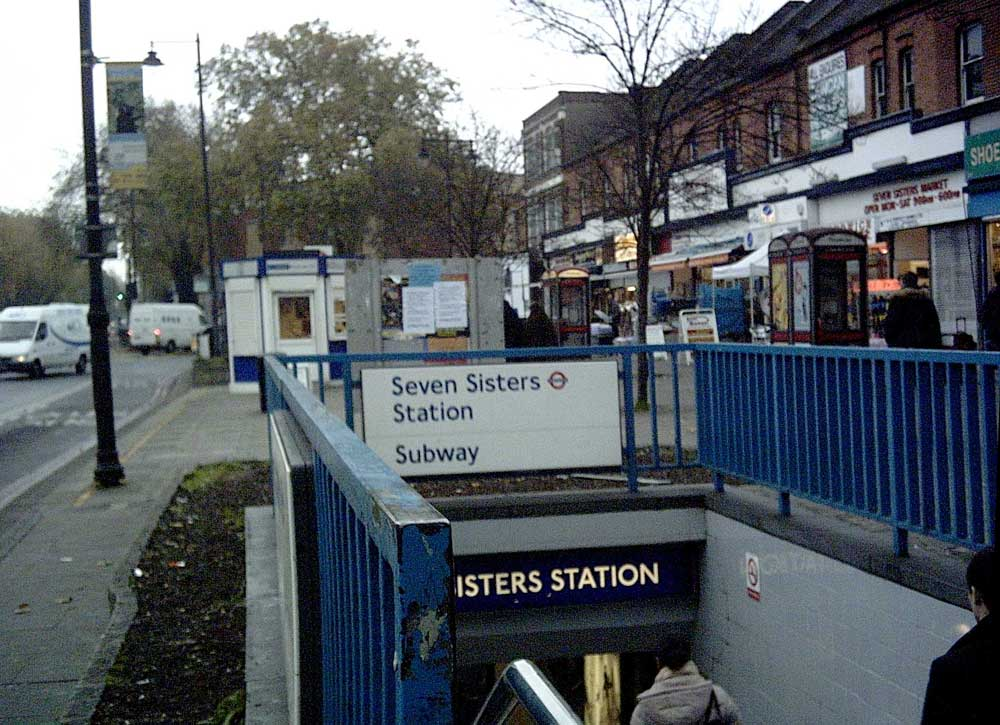
L'entrata della stazione all'angolo tra High Road e West Green Road
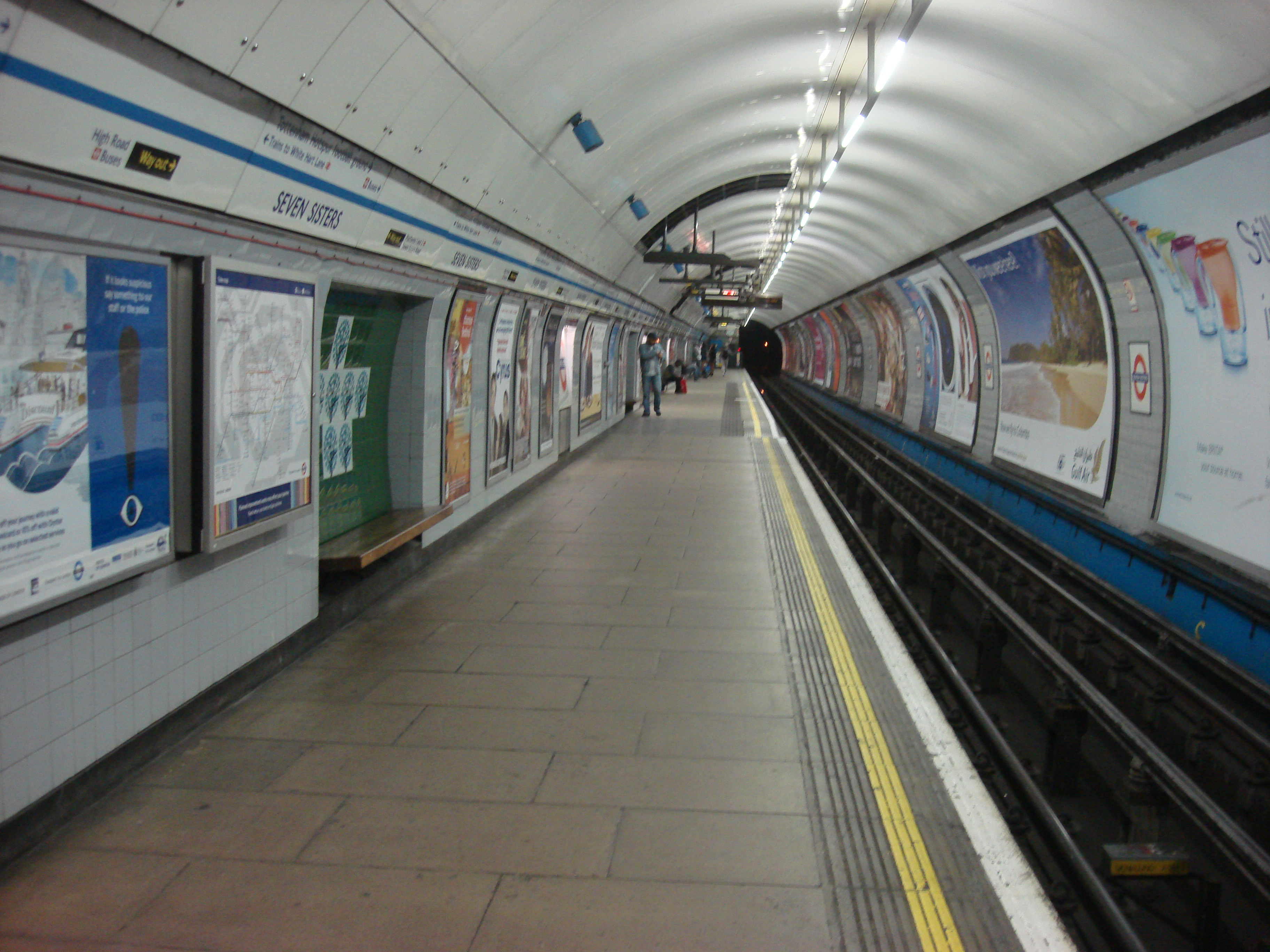
I binari della metropolitana